# Aeropuerto Internacional Laguna de los Patos
El Aeropuerto Internacional de Colonia "Laguna de los Patos" (IATA: CYR, OACI: SUCA) es un aeropuerto público que sirve a la ciudad de Colonia del Sacramento, en Uruguay, situado a 9 km al sudeste de la ciudad, próximo a la Laguna de los Patos.
Actualmente opera vuelos domésticos e internacionales no regulares, tanto bajo reglas de vuelo instrumental como bajo reglas de vuelo visual, y su categoría OACI es 3B. Es un aeropuerto capaz de mover hasta 300 000 pasajeros al año.

## Pista
El aeródromo cuenta con una única pista de aterrizaje, la 13/31, de tratamiento bituminoso y con 1370 metros de largo y 30 de ancho. Debido a la variación del norte magnético, en 2013 la señal designadora de pista fue renumerada de 12/30 a 13/31. Las aproximaciones y los despegues por la cabecera 31 se realizan sobre el mar, ya que la misma se encuentra a 900 metros del Río de la Plata.

## Aerolíneas y destinos
En la década del 2000 realizaba el puente aéreo Colonia-Buenos Aires.

### Destinos internacionales cesados
- Compañía Aeronáutica Uruguaya S.A. (CAUSA)
  - Buenos Aires, Argentina / Aeroparque Jorge Newbery

- Aerolíneas Colonia S.A. (ARCO)
  - Buenos Aires, Argentina / Aeroparque Jorge Newbery

- Aero Uruguay
  - Buenos Aires, Argentina / Aeroparque Jorge Newbery

- Líneas Aéreas Privadas Argentinas (LAPA)
  - Buenos Aires, Argentina / Aeroparque Jorge Newbery

## Estadísticas
En 2020 Colonia fue el tercero aeropuerto uruguayo con mayor tránsito de vuelos de taxis aéreos (quinto en total de vuelos), el segundo con mayor tránsito de pasajeros de taxis aéreos (cuarto en total de pasajeros), y el segundo con mayor tránsito de pasajeros nacionales. Se realizaron 587 vuelos nacionales y 116 vuelos internacionales de taxis aéreos, y transitaron un total de 1229 pasajeros nacionales y 158 pasajeros internacionales.

## Acceso
El acceso al aeropuerto se encuentra entre los kilómetros 169 y 170 de la ruta 1. Se accede a Colonia del Sacramento por esta ruta al oeste. La ciudad cuenta con servicio de taxis a requerimiento y hay servicio de ómnibus a 500 metros del aeropuerto.

## Accidentes e incidentes
- 17 de junio de 1973: un Convair CV-240-0 de ARCO, matrícula CX-BHS, aterrizó a aproximadamente 12 metros del umbral de la pista 29. El tren de aterrizaje principal izquierdo dio contra una luz de umbral de la pista, causando que la luz se separe. El avión viró bruscamente hacia el costado de la pista, causando que el tren de aterrizaje colapse. No hubo heridos.[9]
- 12 de noviembre de 1980: el vuelo 201 de ARCO, en un Convair CV-600 matrícula CX-BJL, que despegó de Colonia del Sacramento a las 9:00 a. m. con destino a Buenos Aires, fue secuestrado poco después de despegar, con 3 tripulantes y 39 pasajeros a bordo. El avión aterrizó en el Aeroparque Jorge Newbery después de volar en círculos sobre el Río de la Plata durante casi dos horas. El secuestrador aseguraba contar con un revólver y una bomba en su poder, y manifestó la intención de conseguir un salvoconducto para viajar a Nicaragua, México o Argelia. A lo largo de la mañana el secuestrador liberó algunos pasajeros. Una de las pasajeras cautivas servía de escudo al secuestrador, quien resultó levemente herida. En la madrugada siguiente un familiar del secuestrador negoció su entrega. El secuestro duró 19 horas. Posteriormente se conoció que el secuestrador era un joven de 21 años, quien padecía desequilibrios psíquicos y se encontraba bajo tratamiento médico.[10][11]